# Wojak (mem internetowy)
Wojak (znany również jako Feels Guy) – mem internetowy powstały w okolicach 2009 roku na polskim imageboardzie Vichan. W swojej oryginalnej formie jest prostym, czarno obrysowanym rysunkiem łysego mężczyzny posiadający smutny wyraz twarzy. 
Dokładne pochodzenie mema nie jest znane, jednak wiadomo że Wojak prawdopodobnie po raz pierwszy pojawił się w 2009 roku na Vichanie który był polskim imageboardem (pierwotnie obrazek z Wojakiem miał też mieć nazwę cieplatwarz.jpg), a następnie zaczął być wykorzystywany na niemieckim imageboardzie Krautchan – nazwa mema pochodzi od pseudonimu użytkownika obu forów, który stworzył obrazek. Około 2011 roku zdobył popularność na 4chanie, kiedy to postowano obrazek przedstawiający Wojaka przytulającego innego łysego mężczyznę z podpisem I know that feel bro (z ang. „Znam to uczucie, bracie”) oraz obrazki Wojaka z podpisem That feel („To uczucie”) lub That feel when („To uczucie, kiedy”). 
W ostatnich latach Wojak doczekał się wielu wersji oraz przeróbek, dzięki czemu w bardzo szybkim czasie odniósł sporą popularność w internecie (do najbardziej znanych przykładów można zaliczyć takie postacie jak Doomer, Brainlet czy NPC). Obecnie Wojaki często również są wykorzystywane w celu pokazania stereotypów lub wyśmiania grup społecznych.

## Postacie powiązane z Wojakiem
- Boomer – postać kpiąca ze starszych millenialsów którzy lubią rzeczy uważane za niepopularne wśród młodszych osób, szczególnie odnosi się to do gier wideo i muzyki[9].
- Doomer – postać która zwykle jest charakteryzowana jako mężczyzna po dwudziestce, cierpi na depresję i posiada ponure spojrzenie na otaczający go świat[5].
- Zoomer – postać kpiąca z pokolenia Z, przedstawiany jest jako chłopak z ogolonymi bokami, zaczesaną do tyłu fryzurą i okrągłymi okularami, uwielbia również rap oraz gry z gatunku battle royale[10].
- Trad Girl i Doomer Girl – najbardziej znane żeńskie wersje Wojaków. Trad Girl jest dziewczyną która ma blond włosy i nosi niebieską kwiecistą sukienkę, charakteryzuje się również tradycyjnymi i konserwatywnymi wartościami, Doomer Girl natomiast jest żeńską wersją Doomera, która jest znana przez czarne włosy, bluzę oraz naszyjnik[11][12].
- Chad – muskularna i „atrakcyjna” postać mająca blond włosy oraz brodę. Chad często jest wykorzystywany w memach i komiksach z Wojakami[13].